# Aimé Décosse
Aimé Décosse (* 21. Juni 1903 in Somerset, Manitoba; † 8. Januar 1991 in Winnipeg) war ein kanadischer Geistlicher und römisch-katholischer Bischof von Gravelbourg.

## Leben
Aimé Décosse studierte Philosophie und Katholische Theologie am St. Boniface College und an der Universität Laval. Er empfing am 4. Juli 1926 durch den Erzbischof von Saint-Boniface, Arthur Béliveau, das Sakrament der Priesterweihe. Anschließend war Aimé Décosse Regens des Priesterseminars in Saint-Boniface und Generalvikar des Erzbistums Saint-Boniface.
Am 3. November 1953 ernannte ihn Papst Pius XII. zum Bischof von Gravelbourg. Der Koadjutorerzbischof von Saint-Boniface, Maurice Baudoux, spendete ihm am 20. Januar 1954 die Bischofsweihe; Mitkonsekratoren waren der Erzbischof von Regina, Michael Cornelius O’Neill, und der Erzbischof von Ottawa, Marie-Joseph Lemieux OP.
Décosse nahm an allen vier Sitzungsperioden des Zweiten Vatikanischen Konzils teil. Papst Paul VI. nahm am 12. Mai 1973 das von Aimé Décosse vorgebrachte Rücktrittsgesuch an.